# 1883
1883. је била проста година.

## Догађаји

### Јул
- 21. јул — основана Војловица. (село)

### Август
- 12. август — Последња позната квага, подврста обичне зебре је угинула у амстердамском зоолошком парку.

### Октобар
- 20. октобар — Почела Тимочка буна.

### Новембар
- 3. новембар — Српска војска је угушила Тимочку буну.

## Рођења

### Мај
- 5. мај — Арчибалд Вејвел, британски фелдмаршал
- 20. мај — Фејсал I од Ирака, први ирачки краљ

### Јун
- 28. јун — Пјер Лавал, француски политичар. (†1945).

### Јул
- 3. јул — Франц Кафка, чешки књижевник
- 10. јул — Јоханес Бласковиц, немачки генерал
- 26. јул — Бенито Мусолини, италијански новинар и политичар

### Август
- 3. август — Алберт Халер, хрватски књижевник. († 1945)
- 15. август — Иван Мештровић, хрватски вајар

### Децембар
- 1. децембар — Луиђи Гана, италијански бициклиста. (†1957).
- 25. децембар — Морис Утрило, француски сликар. († 1955)

## Смрти

### Фебруар
- 13. фебруар — Рихард Вагнер, немачки композитор. (*1813)

### Март
- 14. март — Карл Маркс, немачки филозоф. (*1818).

### Април
- 30. април — Едуар Мане, француски сликар. (*1832).

### Мај
- 26. мај — Абд-ел-Кадер, алжирски устаник (*1808)

### Август
- 17. август — Ђока Влајковић, задужбинар и добротвор, пуковник српске војске. (*1831).

### Септембар
- 3. септембар — Иван Тургењев, руски књижевник